# Keumiée
Keumiée (en wallon Keumiêye) est une section de la commune belge de Sambreville située en Wallonie dans la province de Namur.
C'était une commune à part entière avant la fusion des communes de 1977. Elle est constituée de deux enclaves, "Keumiotte" et les "Trieux de Ligny" Avant d'être une commune, elle faisait partie de la paroisse de Wanfercée et le régime français l'a rattaché à Ligny où elle est restée jusqu'en 1822, date à partir de laquelle elle est devenue une commune à part entière. Vu la taille très réduite du village, elle a la particularité d'être la seule commune de Wallonie qui n'a jamais eu d'église ni de cimetière.

## Démographie
- Sources:INS, Rem:1831 jusqu'en 1970=recensements, 1976= nombre d'habitants au 31 décembre

## Patrimoine
- Château-ferme de Keumiée. datant des XVIIIe et XIXe siècles[1].